# 松阪市民病院
松阪市民病院（まつざかしみんびょういん）は、三重県松阪市にある市立の病院である。三重県災害拠点病院。

## 診療科
- 内科
- 皮膚科
- 精神科
- 泌尿器科
- 神経内科
- 産婦人科
- 循環器内科
- 眼科
- リウマチ科
- 耳鼻咽喉科
- 小児科
- 放射線科
- 外科

- 麻酔科
- 整形外科
- リハビリテーション科
- 形成外科
- 歯科口腔外科
- 脳神経外科
- 呼吸器内科
- 呼吸器外科
- 消化器内科
- 消化器外科
- 病理診断科
- 救急科

## 医療機関の指定・認定
（下表の出典）
| 保険医療機関                                             | 第二種感染症指定医療機関         |
| 労災保険指定医療機関                                     | 公害医療機関                     |
| 指定自立支援医療機関（更生医療）                         | 地域医療支援病院                 |
| 指定自立支援医療機関（育成医療）                         | 災害拠点病院（地域）             |
| 身体障害者福祉法指定医の配置されている医療機関           | へき地医療拠点病院               |
| 生活保護法指定医療機関                                   | 臨床研修病院                     |
| 難病の患者に対する医療等に関する法律に基づく指定医療機関 | 特定疾患治療研究事業委託医療機関 |
| 戦傷病者特別援護法指定医療機関                           | DPC対象病院                      |
| 原子爆弾被害者医療指定医療機関                           |                                  |

- 救急告示病院（二次救急）[4]
- このほか、各種法令による指定・認定病院であるとともに、各学会の認定施設でもある。

## 不祥事
- 2022年11月21日、物品を発注する際、本来は必要ないのに自身が実質的に経営する業者を介在させて病院に142万円の損害を与えたとして、病院の事務部会計年度任用職員の女が背任の疑いで名古屋地方検察庁特別捜査部に逮捕された。事務員は、自らが実質的に経営に関わる会社の代表者と共謀して3～4月、物品購入に際し、自身らの利益を上乗せした請求書を複数回にわたって病院に提出。4～5月に計240万円を振り込ませ、この業者を通さずに購入した場合との差額142万円の損害を病院に与えた[5]。12月11日、同様の手口で530万円の損害を与えたとして事務員を再逮捕された[6]。流出総額は約669万円となった[7]。
- 2022年12月8日、病室から入院患者の現金1万3千円などを盗んだとして、病院の看護助手が窃盗の疑いで松阪警察署に逮捕された[8]。看護助手は26日に窃盗罪起訴された。病院は2023年1月20日に看護助手を懲戒免職とした[9]。

## 交通アクセス
- JR東海紀勢本線・JR東海名松線・近鉄山田線「松阪駅」より徒歩約18分[10]